# フォルテ (大河原町)
フォルテ（FORTE）は、宮城県柴田郡大河原町字小島に所在する大型商業施設（ショッピングセンター）。ロゴタイプの表記はSEASON'S WALK FORTE。

## 概要
宮城県道14号亘理大河原川崎線沿いに位置する。すぐ近くに国道4号もあり、仙南圏各地からアクセスが良い場所に位置している。
地域組織によってつくられたショッピングセンターであり、テナントはオープン当初から全国展開の店舗から、地元の店舗まで幅広い形態の店舗が入店・営業しているのが特徴である。
オープン当時、近くの柴田町には「サンコア」というショッピングモールがあったが、当初オープンした「くらし館」だけでも建物規模がおよそ2倍で店舗数も多かった。周辺に体育館・文化施設もある。現在では大河原町の国道4号沿いに構える店舗が増えている。
2011年3月11日に発生した東日本大震災では、スプリンクラーが誤作動し、建物や商品に多大な被害をもたらした。その後2棟の1階部分を中心に営業を再開。飲食店は一時棟外で営業を行った。その後も2階部分のほとんどは休業状態となっていたが、別棟のたのし館2階の映画館をローソン・ユナイテッドシネマが「東北復興の力になりたい」として承継の意向を示し、2018年7月4日『ユナイテッド・シネマ フォルテ宮城大河原』と改称しリニューアルオープン。また同年9月4日にはSDエンターテイメント運営のフィットネスジム『SDフィットネス』がオープンしている。

## 沿革
- 1990年（平成2年） - 運営会社「株式会社エフ・エフ・オー」が結成される。
- 1994年（平成6年）10月 - フォルテをオープン。（現在の「くらし館」部分）
- 1999年（平成11年）7月31日 - 映画館、ボーリンク場、ゲームセンターを構える「たのし館」をオープン。大河原町にとっては1979年（昭和54年）に「大河原文化劇場」が閉館[注 5]して以来、20年ぶりの映画館復活となった。
- 2004年（平成16年） - 元社長の齋清志が大河原町長に当選。
- 2005年（平成17年）11月3日 - 撤退した藤越の後を継ぐ形でヨークベニマルを中核店舗にしてリニューアル。英文表記・ロゴタイプが現在使われているものになる。
- 2006年（平成18年）8月30日 - 運営会社が「株式会社フォルテ」となる。（現組織の設立日となっている）
- 2008年（平成20年） - 大河原フォルテ東宝7が東宝の撤退により、シアターフォルテに改称。
- 2011年（平成23年）3月11日 - 東日本大震災発生。フォルテも棟内に大きな被害を受け、多くの店舗が閉店を余儀なくされ、シアターフォルテも事実上閉館。
- 2011年（平成23年）ごろ - 運営会社が「合同会社フォルテ」（現・霞ヶ関キャピタル株式会社）に変更[7]。
- 2015年（平成27年）3月22日 - シアターフォルテにて「いちごロックフェスティバル」が開催される。
- 2015年（平成27年）ごろ - 運営会社が「株式会社フォルテ・マネジメント」に変更。
- 2018年（平成30年）7月4日 - ユナイテッド・シネマ フォルテ宮城大河原オープン。

## テナント
「くらし館」と「たのし館」の2棟がある。どちらも2階建て。「くらし館」は東日本大震災以降は2階部分の多くが休業状態となっていたが、現在はほとんどが営業再開している。「くらし館」の2階にあった店舗の一部は現在1階に移して営業を行っている。

### くらし館
オープン当初はくらし館の北部分を「食遊館」、飲食等がある部分を「飲食棟」と表記していた。
現在は棟全体を「くらし館」と表記している。

#### 1階
- アーティスティックモリタ
- illusie300 - 生活雑貨
- ファッショングッズWIZ
- お茶の井ヶ田
- カーブス
- 華夢(kamu)
- カワイ音楽教室
- きものギャラリー大徳
- 金港堂書店
- クラフトハートトーカイ
- キッズフィールド　フォルテ
- 木下グループ木下グループ新型コロナ検査センター　宮城県仙南地域指定新型コロナ検査所
- ケララキッチン
- サニーランド - おもちゃ屋
- 三幸福祉カレッジ大河原校
- サンドラッグ
- シーナ
- 情報館 - インフォメーション
- 菅原・佐々木法律事務所
- スタジオアミ
- スマイル - CDショップ
- 100円ショップセリア
- 中国縁石屋
- ツカモト
- デゥ・フルール
- DOD
- DOD Part2
- ナガハシ
- 西松屋
- ネオスタイルネスト
- ハニーズ
- パラマウントスポーツ
- Foot Wear Shop サッシュ
- フォルテデイサービス
- フォルテファミリー歯科
- フローリスト花千
- ベネッセの英語教室 BE studio
- ほっと・タイム
- メガネの相沢
- メルカート
- ユーズランド
- ヨークベニマル
- Ravissa-ラヴィーサ-

#### 2階
- SDフィットネス
- ユーズランド

### たのし館

#### 1階
- ボウルジャンボ
- テラス ル・フラン（ドッグカフェ&サロンホテル）[注 6]

#### 2階
- ユナイテッド・シネマ フォルテ宮城大河原

| スクリーンNo. | 座席数 | 音響                  | 備考                                         |
| ------------- | ------ | --------------------- | -------------------------------------------- |
| 1             | 267    | ドルビーサラウンド7.1 | 3D対応 BARCOレーザーシネマプロジェクター導入 |
| 2             | 90     | ドルビーサラウンド7.1 |                                              |
| 3             | 90     | ドルビーサラウンド7.1 |                                              |
| 4             | 179    | ドルビーサラウンド7.1 | BARCOレーザーシネマプロジェクター導入        |
| 5             | 111    | ドルビーサラウンド7.1 |                                              |
| 6             | 151    | ドルビーサラウンド7.1 |                                              |
| 7             | 151    | ドルビーサラウンド7.1 | 3D対応 BARCOレーザーシネマプロジェクター導入 |

### 以前存在していた店舗
| スクリーンNo. | 座席数 | 音響                  |
| ------------- | ------ | --------------------- |
| 1             | 342    | 5.1chデジタルサウンド |
| 2             | 116    | 5.1chデジタルサウンド |
| 3             | 116    | 5.1chデジタルサウンド |
| 4             | 216    | 5.1chデジタルサウンド |
| 5             | 132    | 5.1chデジタルサウンド |
| 6             | 174    | 5.1chデジタルサウンド |
| 7             | 174    | 5.1chデジタルサウンド |

- 阿部蒲鉾店 - 現在は近くの国道4号沿いに大河原店がある
- 味千ラーメン フォルテ店
- IZM(イズム）
- ecost - 飲食店
- 大内屋
- OSH KOSH B'GOSH
- カラオケ フォルテシモ
- CARA CARO(カラカロ)
- 果物のジュース屋さん パステル
- グルメドール
- くろしお
- 金印堂
- 香里フラワー
- コミック喫茶 パラダイス
- コミュニティドラッグ・サイ
- ザ・ダイソー - 大河原町金ヶ瀬地区へ移転
- サパテリーヤ
- 酒のやまや - 現在は国道4号沿いに大河原店がある
- 大河原フォルテ東宝7→シアターフォルテ（現在のユナイテッド・シネマ）
- シーナ
- ジュアン
- 寿司の伊太都麻
- スラウチ
- 仙南情報技術センター -  地域インターネットプロバイダ「ジェットインターネット」を展開。現在は社名が「ジェットインターネット株式会社」となり、大河原町内へ場所を移している。
- 仙南信用金庫大河原西支店 - 現在は大河原支店に統合。ATM は現在も存在している。
- 立食い処 そば吉
- ディリークイーン
- ドコモショップ - 大河原町金ヶ瀬地区に「大河原かながせ店」として移転
- DO! MESSA
- ハニーポット
- パンセ
- ピーコック
- Bit's
- ファンタジーワールド サザンクロス
- Footwear Shop Sashu(サッシュ)
- ブルーグラス
- 藤越スーパーセンター大河原店[注 7]
- 文化堂フォルテ店
- ボウルサンシャイン・フォルテ - 現在は「ボウルジャンポ」として営業中
- ポテトカンパニー
- メルヴューズ
- モアメーム
- ルートスター
- レピナールdeサラダ

## アクセス
近いところにバス停もあるが、利用者の多くは車を用いている。

### 車
- 東北自動車道 村田インターチェンジより車で約15分
- 駐車場 約1000台[注 1]

### 電車
- JR東日本 東北本線 大河原駅よりバスで約10分

東北本線 船岡駅 からもほぼ同じ距離だが、船岡駅からバスで行く事はできない。

### バス
- ミヤコーバス 大河原駅（大河原町）から 村田 または 川崎 行きで約10分

## 周辺施設
- 仙南芸術文化センター（通称：えずこホール）
- 大河原町総合体育館（通称：ヒルズはねっこアリーナ）
- 大河原警察署
- 大河原消防署
- みやぎ県南中核病院